# Petroni de Bolonya
|  | Per a altres significats, vegeu «Petroni (desambiguació)». |

Petroni de Bolonya (Gàl·lia?, final del s. IV - Bolonya, 450) fou un bisbe de Bolonya entre 431 i 450. És venerat com a sant per diverses confessions cristianes.

## Vida
Les fonts sobre Petroni són escasses: consta a l'Elenco renano, antiga llista de bisbes bolonyesos, com a vuitè bisbe, entre 431 i 449 o 450. L'existència real la testimonia una carta d'Euqueri de Lió i una obra de Gennadi de Marsella.
Sembla que Petroni pertanyia a una família patrícia, de l'ordre consolar (potser de la gens Petronia que hi havia a Bolonya al s. II). Va educar-se a la Gàl·lia i potser va ésser monjo, probablement al monestir de Lerins, deixant la seva carrera política i en l'administració. Ordenat sacerdot, probablement fou a Milà; finalment fou consagrat bisbe de Bolonya.

## Llegenda
No hi ha cap dada més sobre el sant fins a la troballa de les relíquies, el 4 d'octubre de 1141, quan els benedictins de Santo Stefano les trobaren al monestir. Cap al 1180 se'n redactà una vida de Petroni farcida de llegendes sense fonament. Segons aquestes, que formen la tradició més estesa, Petroni era d'origen grec, emparentat amb l'emperador Teodosi II i recaptador d'impostos de l'Imperi. Fou enviat a Roma amb Celestí I, per una qüestió teològica al voltant d'una heretgia. Els bolonyesos van demanar al papa un bisbe nou i Celestí va escollir Petroni després de tenir un somni on sant Pere apòstol li ho deia.
Petroni arribà a Bolonya, que havia estat arrasada per les invasions bàrbares. Va emprendre la reconstrucció de la ciutat, especialment del conjunt de Santo Stefano (Sancta Hierusalem). Va viatjar a Jerusalem i Constantinoble i en tornà amb nombroses relíquies. En morir, fou sebollit a Santo Stefano.
Llegendes posteriors el fan responsable de privilegis que tenia la ciutat, com l'ampliació de les muralles, la protecció imperial o l'autonomia, a més de la concessió, falsament atribuïda a Teodosi II, de l'erecció del Studium, futura universitat.

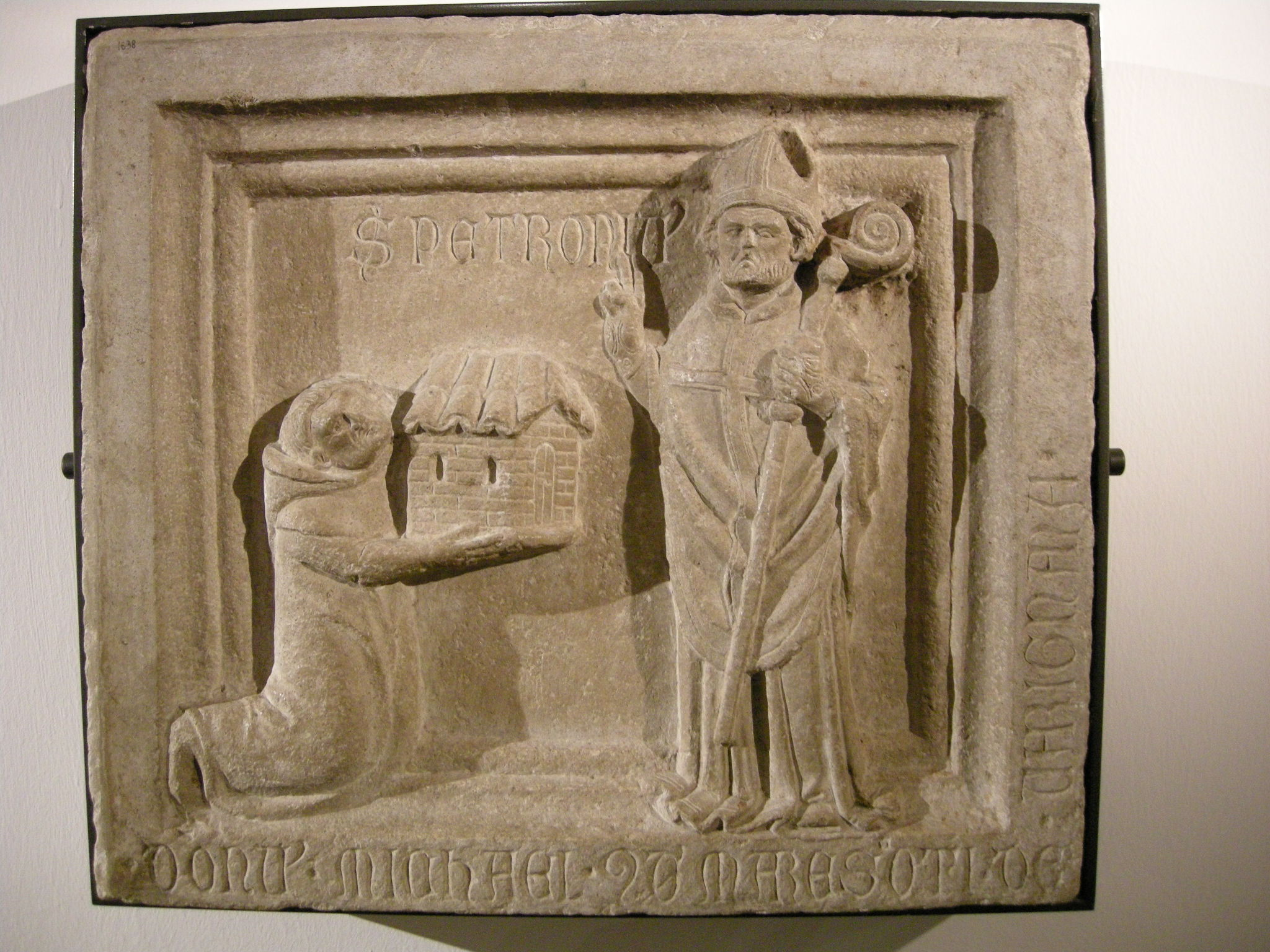
Michele Marescotti ofereix una capella a sant Petroni
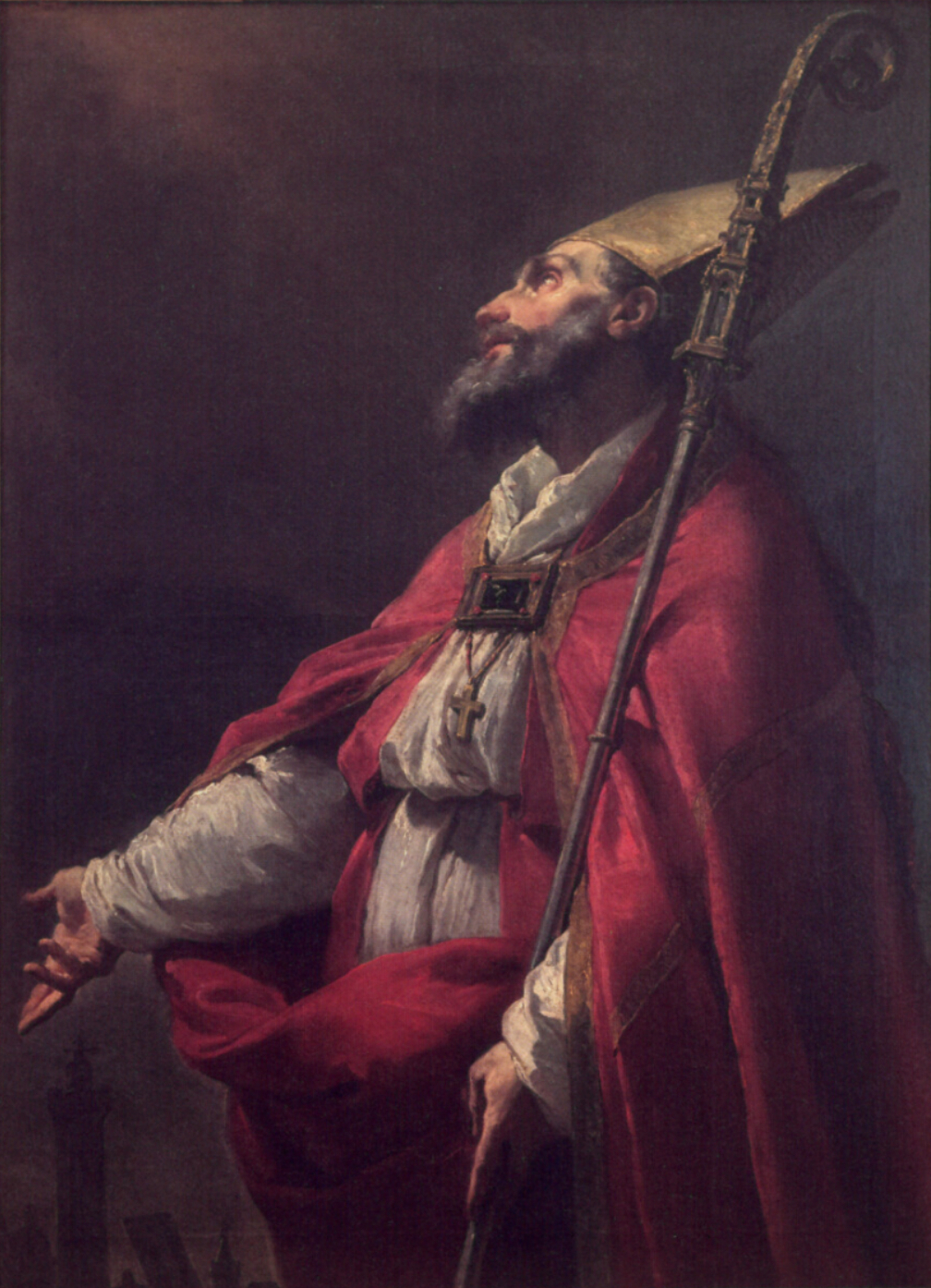
Pintura d'Ubaldo Gandolfi, s. XVII
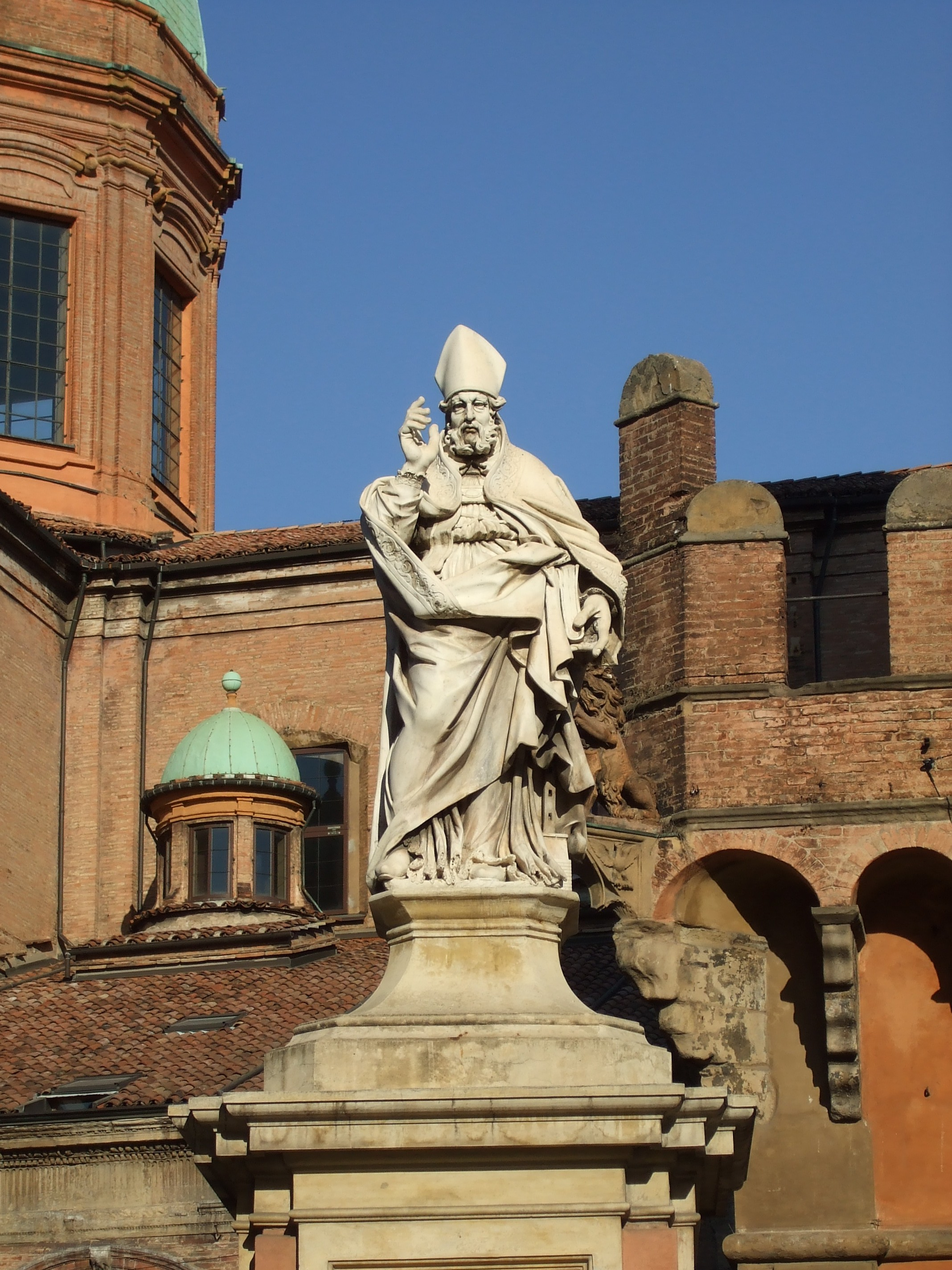
Estàtua a la plaça de Porta Ravegnana (Bolonya)
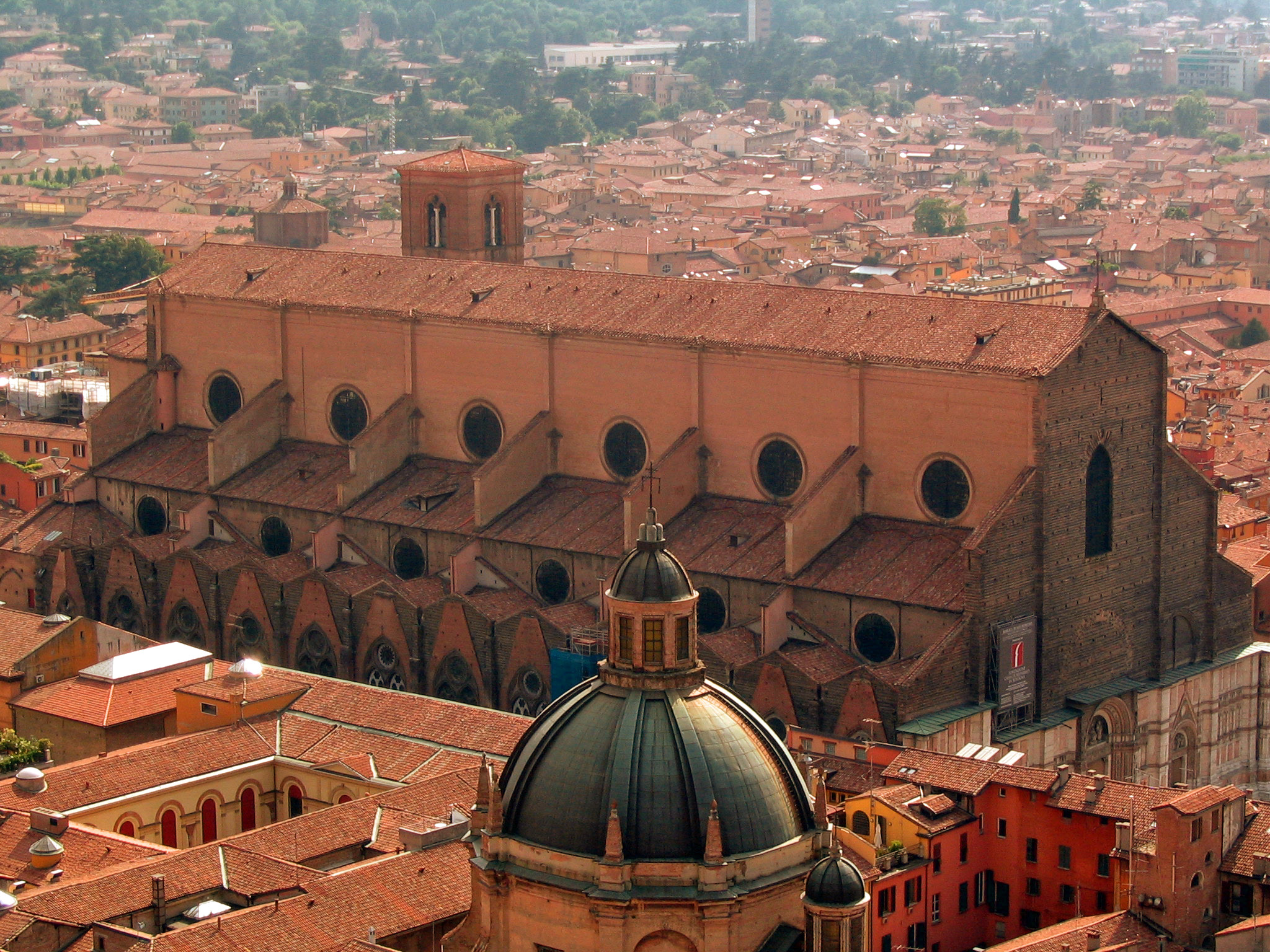
San Petronio (Bolonya)

## Veneració
Cap al 1253, la corporació municipal de Bolonya van proclamar Petroni patró principal de la ciutat, substituint Sant Pere, que representava el poder del Papat. La ciutat va construir la basílica dedicada al sant en 1390, on es traslladà el cap del sant; l'any 2000, hi arribà la resta del cos del sant.